# The Chronicles of Narnia: The Lion, the Witch and the Wardrobe
The Chronicles of Narnia: The Lion, the Witch and the Wardrobe (с англ. — «Хроники Нарнии. Лев, колдунья и волшебный шкаф») — компьютерная игра в жанре экшн, созданная по мотивам одноимённого фильма, экранизации повести Клайва С. Льюиса.
Игра была разработана компанией Buena Vista Games. Ролики и музыка в основном взяты из фильма (студий Walt Disney Pictures и Walden Media), часть сняты специально для игры как бонус.

## Сюжет
Сюжет игры в общих чертах повторяет сюжет книги и фильма.
Нарния — волшебная страна, созданная львом-волшебником Асланом. Через магический платяной шкаф в эту страну попали четыре ребёнка семейства Пэвенси, главные герои игры и книги: Питер, Сьюзен, Эдмунд и Люси. Они оказываются ввязаны в борьбу местных жителей с тиранией Белой Колдуньи. Конечная цель героев — исполнить древнее пророчество и освободить Нарнию от гнёта злой Белой Колдуньи. Игроку предстоит сражаться с волками, птеродактилями, гномами, циклопами, оборотнями, минотаврами и многими другими фантастическими существами.

## Геймплей
В игре есть 15 уровней, без возможности автосохранения посреди уровня. Игроку следует передвигаться от чекпойнта к чекпойнту, в случае гибели до достижения точки он начинает уровень заново.
Игрок имеет возможность переключаться между героями, используя необходимые для конкретной ситуации качества:
- Питер, старший брат — воин большой силы, наносящий двойной урон врагам. Также может двигать мебель или тяжелые вещи. Как самый старший он может носить на плечах сестер и раскручивать Эдмунда
- Сьюзен, старшая сестра — стреляет из лука, бросает снежки и играет на волшебной флейте, также может двигать мебель;
- Эдмунд, младший брат — единственный, кто умеет взбираться по деревьям и фонарным столбам, ходит по тонкому льду, неплохо сражается.
- Люси, младшая сестра — способна пролезть в труднодоступные щели, способна частично восстанавливать здоровье остальным, также может ходить по тонкому льду.

Ролевые умения используются в ходе прохождения игры, иногда в своеобразных парных комбинациях. Например, Сьюзен может взять Люси и запустить в ледяную глыбу, чтобы очистить дорогу, или раскрутить Эдмунда, чтобы отбиться от врагов. Игра в значительной степени рассчитана на парное прохождение. В случае отсутствия геймпада управление становится проблематичным, так как для исполнения быстрой и сложной комбинации приходится нажимать одновременно несколько кнопок.

## Критика
| Сводный рейтинг    | Сводный рейтинг | Сводный рейтинг | Сводный рейтинг | Сводный рейтинг | Сводный рейтинг | Сводный рейтинг |
| Издание            | Оценка          | Оценка          | Оценка          | Оценка          | Оценка          | Оценка          |
| Издание            | DS              | GBA             | GC              | PC              | PS2             | Xbox            |
| ------------------ | --------------- | --------------- | --------------- | --------------- | --------------- | --------------- |
| GameRankings       | 67,93 %         | 65,25 %         | 73,20 %         | 69,41 %         | 68,71 %         | 72,17 %         |
| Metacritic         | 65/100          | 66/100          | 71/100          | 71/100          | 68/100          | 72/100          |
| Иноязычные издания |                 |                 |                 |                 |                 |                 |
| Издание            | Оценка          | Оценка          | Оценка          | Оценка          | Оценка          | Оценка          |
| Издание            | DS              | GBA             | GC              | PC              | PS2             | Xbox            |
| Eurogamer          | N/A             | N/A             | N/A             | N/A             | 7/10            | N/A             |
| G4                 | N/A             | N/A             | N/A             | N/A             | [ 14 ]          | N/A             |
| Game Informer      | N/A             | N/A             | 6,5/10          | N/A             | 6,5/10          | 6,5/10          |
| GamePro            | N/A             | N/A             | [ 16 ]          | N/A             | [ 16 ]          | [ 16 ]          |
| GameSpot           | 6,3/10          | 6,2/10          | 6,9/10          | 6,9/10          | 6,9/10          | 6,9/10          |
| GameSpy            | [ 20 ]          | N/A             | N/A             | [ 21 ]          | [ 22 ]          | [ 23 ]          |
| GameZone           | 6,7/10          | N/A             | N/A             | 7,3/10          | 7,1/10          | 7,7/10          |
| IGN                | 7,2/10          | 7,4/10          | 8,3/10          | 8,3/10          | 8,3/10          | 8,3/10          |
| Nintendo Power     | 7/10            | N/A             | 5,5/10          | N/A             | N/A             | N/A             |
| OPM                | N/A             | N/A             | N/A             | N/A             | [ 32 ]          | N/A             |
| OXM                | N/A             | N/A             | N/A             | N/A             | N/A             | 6,5/10          |
| PC Gamer (US)      | N/A             | N/A             | N/A             | 60 %            | N/A             | N/A             |

Игра получила смешанные отзывы критиков. The Sydney Morning Herald оценили игру в 3 балла из пяти и назвали её «хорошим началом, неизбежной серии».
На сайте-агрегаторе Metacritic версия для Xbox получила 71 балла из 100.